# Alogi
Alogi (gr. ἄλογοι) zwani też alogianami, dosłownie „przeczący słowu” – określenie herezji chrześcijańskiej mającej swoich zwolenników w starożytności, w Azji Mniejszej. Nie jest do końca pewne czy owi heretycy tworzyli odrębną grupę czy był to tylko pogląd wyznawany w obrębie jakiejś większej wspólnoty.
Określenie alogi pochodzi z prac św. Ireneusza, który przedstawiał poglądy grupy odrzucającej przejawy działalności Parakleta (Ducha Świętego) a w konsekwencji odrzucały Ewangelię św. Jana. Prace Ireneusza nie przetrwały wprawdzie do naszych czasów ale ich część, w tym ta dotycząca heretyków, zachowała się w dziełach św. Epifaniusza. Prace te są podstawowym źródłem do badań dziejów i poglądów alogi.
Źródła podają, iż alogi pojawili się w Azji Mniejszej około 170 roku. Ich początki są prawdopodobnie związane z radykalnym sprzeciwem wobec poglądów głoszonych wówczas przez inną heretycką grupę, montanistów. Jednym z poglądów silnie akcentowanych przez montanistów było twierdzenie iż Duch Święty przemawia do chrześcijan poprzez wybrane osoby, ofiarowując im dar wizjonerstwa i proroctwa. Alogi odrzucali objawienia i inne dary Ducha Świętego, uważając je za fałszerstwa.
To właśnie z tego powodu odrzucali Ewangelię św. Jana, w której apostoł zapowiadał zesłanie Ducha Świętego. Alogi odrzucali również Apokalipsę z powodu opisu niebiańskiego Jeruzalem, bardzo, ich zdaniem, podobnego do wizji różnych grup gnostyckich. Autorstwo obydwu dzieł przypisywali gnostykowi Ceryntowi, który był wrogiem tego co uchodziło za ortodoksję. Ich zdaniem dowodami na nieprawdziwość Ewangelii Jana były różnice w opisach wydarzeń i ich kolejności w stosunku do ewangelii synoptycznych. Ponadto uważali, iż promuje ona w swojej wymowie herezję doketyzmu.
Ich rzekomy sprzeciw wobec idei Logosu nie jest do końca potwierdzony i jasny. Epifaniusz wprawdzie wspomina, że alogi odrzucali naukę o Logosie, ale bardzo możliwe, iż uczynił to pod wpływem swojego przekonania o głupocie alogi. Powodem tego było to, że przypisywali oni Ceryntowi autorstwo Ewangelii, która najbardziej godziła w jego poglądy. Cerynt twierdził bowiem, że Chrystus był człowiekiem, a tymczasem ewangelista Jan wychwalał boskość Jezusa. Prawdopodobnie więc alogi odrzucali tylko ortodoksyjną wersję nauki o Logosie, proponując w zamian własną.